# 폴란드 민족해방위원회
폴란드 민족해방위원회(폴란드어: Polski Komitet Wyzwolenia Narodowego, PKWN)는 루블린 위원회라고도 알려져 있으며, 제2차 세계 대전 후반에 폴란드에서 소련의 지원을 받은 공산주의자들에 의해 설립된 집행 기관이었다. 1944년 7월 22일 헤움(Chełm)에서 공식적으로 선포되었고, 7월 26일 루블린(Lublin)에 설치되었으며 공식적으로 국가위원회(Krajowa Rada Narodowa, KRN)의 지시에 따라 배치되었다. PKWN은 런던에 본부를 둔 폴란드 망명정부에 대항하여 기능하는 임시 조직이었으며, 이는 서방 연합군에 의해 인정되었다. PKWN은 소련 붉은 군대, 폴란드 인민군이 나치 독일로부터 탈환한 폴란드 영토에 대한 통제권을 행사했다. 소련이 후원하고 통제했으며 폴란드 공산주의자들이 지배했다.